# 1994 a jogalkotásban
1994-ben az alábbi jogszabályokat alkották meg:

## Magyarország

### Törvények
- 1994. évi I. törvény 	 a Magyar Köztársaság és az Európai Közösségek és azok tagállamai között társulás létesítéséről szóló, Brüsszelben, 1991. december 16-án aláírt Európai Megállapodás kihirdetéséről
- 1994. évi II. törvény 	 a kárpótlás iránti kérelmek benyújtásának határidejéről és az állampolgárok tulajdonában igazságtalanul okozott károk részleges kárpótlásáról szóló 1991. évi XXV. törvény módosításáról
- 1994. évi III. törvény 	 az országgyűlési képviselők választásáról szóló 1989. évi XXXIV. törvény módosításáról és kiegészítéséről
- 1994. évi IV. törvény 	 a Magyar Nemzeti Bankról szóló 1991. évi LX. törvény és a központi költségvetés gazdálkodása egyes szabályainak módosításáról
- 1994. évi V. törvény 	 az ingatlan-nyilvántartásról szóló 1972. évi 31. törvényerejű rendelet módosításáról
- 1994. évi VI. törvény 	 a szociális igazgatásról és szociális ellátásokról szóló 1993. évi III. törvény módosításáról
- 1994. évi VII. törvény 	 egyes iparjogvédelmi és szerzői jogi jogszabályok módosításáról
- 1994. évi VIII. törvény 	 a Magyar Köztársaság és a Finn Köztársaság közötti, a Harmonizált Rendszer 1–24. fejezetébe tartozó termékekre alkalmazandó elbánásról szóló Jegyzőkönyv kihirdetéséről
- 1994. évi IX. törvény 	 a büntető jogszabályok módosításáról
- 1994. évi X. törvény 	 a Magyar Köztársaság 1994. évi költségvetéséről szóló 1993. évi CXI. törvény módosításáról
- 1994. évi XI. törvény a Magyar Köztársaság és az Európai Közösség között a bormegnevezések kölcsönös védelméről és ellenőrzéséről, Brüsszelben, 1993. november 29-én aláírt Megállapodás kihirdetéséről
- 1994. évi XII. törvény az életüktől és szabadságuktól politikai okból jogtalanul megfosztottak kárpótlásáról szóló 1992. évi XXXII. törvény módosításáról
- 1994. évi XIII. törvény egyes nemzetközi tartozások ellentételeként beérkező szállítások pénzügyi elszámolásáról
- 1994. évi XIV. törvény az egyes elkülönített állami pénzalapokról szóló 1992. évi LXXXIII. törvény módosításáról
- 1994. évi XV. törvény az egyes elkülönített állami pénzalapokról szóló 1992. évi LXXXIII. törvény módosításáról
- 1994. évi XVI. törvény a gazdasági kamarákról
- 1994. évi XVII. törvény a lakások és helyiségek bérletére, valamint az elidegenítésükre vonatkozó egyes szabályokról szóló 1993. évi LXXVIII. törvény módosításáról
- 1994. évi XVIII. törvény a Párizsban, 1957. december 13-án kelt, európai kiadatási egyezmény és kiegészítő jegyzőkönyveinek kihirdetéséről
- 1994. évi XIX. törvény a Strasbourgban, 1959. április 20-án kelt, a kölcsönös bűnügyi jogsegélyről szóló európai egyezmény és kiegészítő jegyzőkönyvének kihirdetéséről
- 1994. évi XX. törvény a Strasbourgban, 1983. március 23-án kelt, az elítélt személyek átszállításáról szóló egyezmény kihirdetéséről
- 1994. évi XXI. törvény az államháztartásról szóló 1992. évi XXXVIII. törvény módosításáról
- 1994. évi XXII. törvény a Kisvállalkozói Garancia Alapról szóló 1993. évi XX. törvény módosításáról
- 1994. évi XXIII. törvény egyes fontos, valamint közbizalmi és közvélemény-formáló tisztségeket betöltő személyek ellenőrzéséről
- 1994. évi XXIV. törvény a pénzmosás megelőzéséről és megakadályozásáról
- 1994. évi XXV. törvény az országgyűlési képviselők választásáról szóló 1989. évi XXXIV. törvény módosításáról
- 1994. évi XXVI. törvény a helyi önkormányzatok 1994. évi új induló címzett támogatásáról, továbbá a helyi önkormányzatok címzett és céltámogatási rendszeréről szóló 1992. évi LXXXIX. törvény kiegészítéséről
- 1994. évi XXVII. törvény a földrendező és földkiadó bizottságokról szóló 1993. évi II. törvény kiegészítéséről
- 1994. évi XXVIII. törvény a Magyar Orvosi Kamaráról
- 1994. évi XXIX. törvény az államháztartásról szóló 1992. évi XXXVIII. törvény módosításáról
- 1994. évi XXX. törvény 	 az Útalapról szóló 1992. évi XXX. törvény módosításáról
- 1994. évi XXXI. törvény 	 a befektetési alapokról szóló 1991. évi LXIII. törvény módosításáról
- 1994. évi XXXII. törvény 	 a tulajdonviszonyok rendezése érdekében, az állam által az állampolgárok tulajdonában igazságtalanul okozott károk részleges kárpótlásáról szóló 1991. évi XXV. törvény módosításáról
- 1994. évi XXXIII. törvény 	 a jövedéki szabályozásról és ellenőrzésről, valamint a bérfőzési szeszadóról szóló 1993. évi LVIII. törvény egyes rendelkezéseinek módosításáról
- 1994. évi XXXIV. törvény 	 a Rendőrségről [rövidítése: Rtv.)
- 1994. évi XXXV. törvény 	 a szerencsejáték szervezéséről szóló 1991. évi XXXIV. törvény módosításáról
- 1994. évi XXXVI. törvény 	 a társadalombiztosításról szóló 1975. évi II. törvény módosításáról
- 1994. évi XXXVII. törvény 	 a Magyar Vöröskeresztről szóló 1993. évi XL. törvény módosításáról
- 1994. évi XXXVIII. törvény 	 az építésügyről szóló 1964. évi III. törvény módosításáról
- 1994. évi XXXIX. törvény 	 az árutőzsdéről és az árutőzsdei ügyletekről
- 1994. évi XL. törvény 	 a Magyar Tudományos Akadémiáról
- 1994. évi XLI. törvény 	 a gázszolgáltatásról
- 1994. évi XLII. törvény 	 a Magyar Export-Import Bank Részvénytársaságról és a Magyar Exporthitel Biztosító Részvénytársaságról
- 1994. évi XLIII. törvény 	 Budapest főváros közigazgatási területéről és kerületi beosztásáról
- 1994. évi XLIV. törvény 	 a szövetkezetekről szóló 1992. évi I. törvény módosításáról
- 1994. évi XLV. törvény 	 a hadigondozásról, egységes szerkezetben a végrehajtásáról szóló 113/1994. (VIII. 31.) Korm. rendelettel
- 1994. évi XLVI. törvény 	 a fegyveres erőknél 1945. március 31. és 1954. október 31. között szolgálatot teljesítettek hadigondozásáról
- 1994. évi XLVII. törvény 	 a foglalkoztatás elősegítéséről és a munkanélküliek ellátásáról szóló 1991. évi IV. törvény módosításáról
- 1994. évi XLVIII. törvény 	 a villamos energia termeléséről, szállításáról és szolgáltatásáról
- 1994. évi XLIX. törvény 	 az erdőbirtokossági társulatról
- 1994. évi L. törvény 	 a társadalombiztosítás pénzügyi alapjainak 1994. évi költségvetéséről szóló 1993. évi CXV. törvény módosításáról és a társadalombiztosítás pénzügyi alapjainak 1994. évi működési költségvetéseiről
- 1994. évi LI. törvény 	 a Magyar Gyógyszerész Kamaráról
- 1994. évi LII. törvény 	 a polgári perrendtartás kiegészítéséről
- 1994. évi LIII. törvény	 a bírósági végrehajtásról
- 1994. évi LIV. törvény 	 a gyógyszertárak létesítéséről és működésük egyes szabályairól
- 1994. évi LV. törvény 	 a termőföldről
- 1994. évi LVI. törvény 	 a Magyar Köztársaság minisztériumainak felsorolásáról szóló 1990. évi XXX. törvény módosításáról
- 1994. évi LVII. törvény 	a polgármesteri tisztség ellátásának egyes kérdéseiről szóló 1990. évi LXVII. törvény módosításáról
- 1994. évi LVIII. törvény 	a felsőoktatásról szóló 1993. évi LXXX. törvény módosításáról
- 1994. évi LIX. törvény 	a gyógyszertárak létesítéséről és működésük egyes szabályairól szóló 1994. évi LIV. törvény módosításáról
- 1994. évi LX. törvény 	a Magyar Köztársaság 1994. évi költségvetéséről szóló 1993. évi CXI. törvény módosításáról, a pártok központi költségvetési támogatásának átrendezése céljából
- 1994. évi LXI. törvény 	a Magyar Köztársaság Alkotmányáról szóló 1949. évi XX. törvény módosításáról
- 1994. évi LXII. törvény 	a helyi önkormányzati képviselők és polgármesterek választásáról szóló 1990. évi LXIV. törvény módosításáról
- 1994. évi LXIII. törvény 	a helyi önkormányzatokról szóló 1990. évi LXV. törvény módosításáról
- 1994. évi LXIV. törvény 	a polgármesteri tisztség ellátásának egyes kérdéseiről és az önkormányzati képviselők tiszteletdíjáról
- 1994. évi LXV. törvény 	a Magyar Köztársaság 1994. évi pótköltségvetéséről
- 1994. évi LXVI. törvény 	a Bérgarancia Alapról
- 1994. évi LXVII. törvény 	a helyi önkormányzatok címzett és céltámogatási rendszeréről szóló, módosított 1992. évi LXXXIX. törvény módosításáról
- 1994. évi LXVIII. törvény 	az országgyűlési képviselők tiszteletdíjáról, költségtérítéséről és kedvezményeiről szóló 1990. évi LVI. törvény módosításáról
- 1994. évi LXIX. törvény 	a jövedéki szabályozásról és ellenőrzésről, valamint a bérfőzési szeszadóról szóló 1993. évi LVIII. törvény módosításáról
- 1994. évi LXX. törvény 	az „EXPO ’96 Budapest” nemzetközi szakkiállítás megrendezésének lemondásáról
- 1994. évi LXXI. törvény 	a választottbíráskodásról
- 1994. évi LXXII. törvény 	a szerzői jogról szóló 1969. évi III. törvény módosításáról
- 1994. évi LXXIII. törvény 	a Magyar Köztársaság Alkotmányáról szóló, többször módosított 1949. évi XX. törvény módosításáról
- 1994. évi LXXIV. törvény 	a Magyar Köztársaság Alkotmányáról szóló 1949. évi XX. törvény módosításáról
- 1994. évi LXXV. törvény 	az állampolgári jogok országgyűlési biztosáról szóló 1993. évi LIX. törvény, a személyes adatok védelméről és a közérdekű adatok nyilvánosságáról szóló 1992. évi LXIII. törvény módosításáról, valamint a nemzeti és etnikai kisebbségek jogairól szóló 1993. évi LXXVII. törvény módosításáról és egyes rendelkezéseinek hatályba léptetéséről
- 1994. évi LXXVI. törvény 	a társadalombiztosítás pénzügyi alapjainak 1994. évi költségvetéséről szóló, az 1994. évi L. törvénnyel módosított 1993. évi CXV. törvény módosításáról
- 1994. évi LXXVII. törvény 	kerületi bíróság elnevezéséről
- 1994. évi LXXVIII. törvény 	az Alkotmánybíróságról szóló 1989. évi XXXII. törvény módosításáról
- 1994. évi LXXIX. törvény 	a külföldiek magyarországi befektetéseiről szóló 1988. évi XXIV. törvény módosításáról
- 1994. évi LXXX. törvény 	az ügyészségi szolgálati viszonyról és az ügyészségi adatkezelésről
- 1994. évi LXXXI. törvény 	az Ideiglenes Nemzetgyűlés megalakulása emlékének megörökítéséről
- 1994. évi LXXXII. törvény 	a magánszemélyek jövedelemadójáról szóló 1991. évi XC. törvény módosításáról
- 1994. évi LXXXIII. törvény 	 a társasági adóról szóló 1991. évi LXXXVI. törvény módosításáról
- 1994. évi LXXXIV. törvény 	 a Magyar Államvasutak Rt. Társadalombiztosítási Alapokkal szemben fennálló tartozásainak rendezéséről
- 1994. évi LXXXV. törvény 	 a diplomáciai kapcsolatokról Bécsben, az 1961. évi április hó 18. napján kelt szerződésben biztosított kiváltságoknak, mentességeknek és könnyítéseknek az Európai Biztonsági és Együttműködési Értekezlet intézményeire, tisztségviselőire és alkalmazottaira, a részt vevő államok képviselőire és az EBEÉ missziók tagjaira való kiterjesztéséről
- 1994. évi LXXXVI. törvény 	 az emberi jogok és alapvető szabadságok védelméről szóló, Rómában, 1950. november 4-én kelt Egyezmény kilencedik jegyzőkönyvének kihirdetéséről
- 1994. évi LXXXVII. törvény 	 az egészségügyről szóló 1972. évi II. törvény módosításáról
- 1994. évi LXXXVIII. törvény 	 a fogyasztási adóról és a fogyasztói árkiegészítésről szóló 1991. évi LXXVIII. törvény módosításáról
- 1994. évi LXXXIX. törvény 	 az általános forgalmi adóról szóló 1992. évi LXXIV. törvény módosításáról
- 1994. évi XC. törvény 	 az ügyvédségről szóló 1983. évi 4. törvényerejű rendelet módosításáról
- 1994. évi XCI. törvény 	 az adózás rendjéről szóló 1990. évi XCI. törvény módosításáról
- 1994. évi XCII. törvény 	 a büntetőeljárásról szóló törvény módosításáról
- 1994. évi XCIII. törvény 	 a fogságfenyítés bírósági felülvizsgálatáról
- 1994. évi XCIV. törvény 	 a Magyar Köztársaság és a Kínai Népköztársaság között a beruházások elősegítéséről és kölcsönös védelméről Budapesten, 1991. május 29. napján aláírt Megállapodás kihirdetéséről
- 1994. évi XCV. törvény 	 a Magyar Köztársaság és Kuvait Állam között a beruházások elősegítéséről és kölcsönös védelméről Kuvaitban, 1989. november 8. napján aláírt Megállapodás kihirdetéséről
- 1994. évi XCVI. törvény 	 a Magyar Köztársaság 1993. évi költségvetésének végrehajtásáról
- 1994. évi XCVII. törvény 	 A Magyar Köztársaság és a Szlovén Köztársaság között 1994. április 6-án, Ljubljanában aláírt Szabadkereskedelmi Megállapodás kihirdetéséről
- 1994. évi XCVIII. törvény 	 a Magyar Köztársaság és az Európai Szabadkereskedelmi Társulás tagállamai között, Genfben, 1993. március 29-én aláírt szabadkereskedelmi megállapodást kihirdető 1993. évi LXXXIII. törvény módosításáról
- 1994. évi XCIX. törvény 	 a Magyar Köztársaság és a Finn Köztársaság között a kereskedelem akadályainak kölcsönös megszüntetéséről szóló, 1974. május 2-án aláírt megállapodás és az azt kihirdető, az 1982. évi 12. törvényerejű rendelettel módosított 1975. évi 5. törvényerejű rendelet, valamint a Magyar Köztársaság és a Finn Köztársaság közötti, a Harmonizált Rendszer 1–24. fejezetébe tartozó termékekre alkalmazandó elbánásról szóló Jegyzőkönyv és az azt kihirdető 1994. évi VIII. törvény hatályon kívül helyezéséről
- 1994. évi C. törvény 	 a szövetkezetekről szóló 1992. évi I. törvény módosításáról
- 1994. évi CI. törvény 	 a pénzintézetekről és a pénzintézeti tevékenységről szóló 1991. évi LXIX. törvény módosításáról és az Országos Betétbiztosítási Alap létrehozásáról és működésének részletes szabályairól szóló 1993. évi XXIV. törvény módosításáról
- 1994. évi CII. törvény 	 a hegyközségekről
- 1994. évi CIII. törvény 	 a társadalombiztosítás pénzügyi alapjainak 1995. évi költségvetéséről szóló törvény hatálybalépéséig szükséges egyes rendelkezésekről, valamint a társadalombiztosításról szóló 1975. évi II. törvény módosításáról
- 1994. évi CIV. törvény 	 a Magyar Köztársaság 1995. évi költségvetéséről
- 1994. évi CV. törvény 	 a foglalkoztatás elősegítéséről és a munkanélküliek ellátásáról szóló 1991. évi IV. törvény módosításáról

### Országgyűlési határozatok (75)
- 1/1994. (II. 11.) OGY határozat az Országos Választási Bizottság titkárának és négy tagjának megválasztásáról
- 2/1994. (II. 11.) OGY határozat a Magyar Köztársaságban élő szlovén nemzeti kisebbség és a Szlovén Köztársaságban élő magyar nemzeti közösség különjogainak biztosításáról aláírt egyezmény megerősítéséről
- 3/1994. (II. 11.) OGY határozat Országgyűlési bizottsági tagok megválasztásáról
- 4/1994. (II. 11.) OGY határozat az előadóművészek, a hangfelvétel-előállítók és a műsorsugárzó szervezetek védelméről szóló, 1961-ben, Rómában létrejött nemzetközi egyezményhez való csatlakozásról
- 5/1994. (II. 23.) OGY határozat a nyugellátások, baleseti nyugellátások, valamint a nyugdíjszerű rendszeres szociális ellátások emeléséről
- 6/1994. (II. 25.) OGY határozat a Magyar Köztársaság és az Európai Közösség között a bormegnevezések kölcsönös védelméről és ellenőrzéséről, Brüsszelben, 1993. november 29-én aláírt Megállapodás megerősítéséről
- 7/1994. (II. 25.) OGY határozat a Magyar Köztársaság Kormánya és Románia Kormánya között személyeknek a közös államhatáron történő átvételéről szóló egyezmény utólagos megerősítéséről
- 8/1994. (II. 25.) OGY határozat a Magyar Köztársaság Kormánya és Ukrajna Kormánya között személyeknek a közös államhatáron történő átadásáról és átvételéről szóló egyezmény megerősítéséről
- 9/1994. (II. 25.) OGY határozat Országgyűlési bizottsági tagok megválasztásáról
- 10/1994. (III. 2.) OGY határozat az 1994. évi országgyűlési képviselő- választások lebonyolításának költségeiről
- 11/1994. (III. 2.) OGY határozat a DUNAFERR DV Rt. járadékfizetési kötelezettségének részvénnyé történő átalakításáról
- 12/1994. (III. 2.) OGY határozat Országgyűlési bizottsági tag megválasztásáról
- 13/1994. (III. 10.) OGY határozat a Magyar Köztársaság és az Olasz Köztársaság között a barátsági és együttműködési szerződés megerősítéséről
- 14/1994. (III. 18.) OGY határozat Magyarország náci megszállását követő tragikus események 50. évfordulójáról
- 15/1994. (III. 18.) OGY határozat Országgyűlési bizottsági tag megválasztásáról
- 16/1994. (III. 31.) OGY határozat a Magyar Köztársaság Kormányának felhatalmazásáról a Magyar Köztársaságnak az Európai Unióhoz való csatlakozási kérelme beadására
- 17/1994. (III. 31.) OGY határozat Országgyűlési bizottsági tagok megválasztásáról
- 18/1994. (III. 31.) OGY határozat Mentelmi jog felfüggesztéséről
- 19/1994. (III. 31.) OGY határozat Mentelmi jog fenntartásáról
- 20/1994. (III. 31.) OGY határozat a nemzeti és etnikai kisebbségi szervezetek költségvetési támogatásáról
- 21/1994. (III. 31.) OGY határozat az egyházak közvetlen állami támogatására jóváhagyott 1994. évi költségvetési keret felosztásáról
- 22/1994. (IV. 1.) OGY határozat a Szekszárdi Húsipari Rt. Állami Fejlesztési Intézettel szemben fennálló tartozásának elengedéséről
- 23/1994. (IV. 1.) OGY határozat az Egészségbiztosítási Önkormányzat alapszabályának jóváhagyásáról
- 24/1994. (IV. 1.) OGY határozat a Nyugdíjbiztosítási Önkormányzat alapszabályának jóváhagyásáról
- 25/1994. (IV. 13.) OGY határozat a Duna egyoldalú elterelése miatt szükséges teendőkről
- 26/1994. (IV. 13.) OGY határozat mentelmi jog felfüggesztéséről
- 27/1994. (IV. 13.) OGY határozat egyes fontos tisztségeket betöltő személyek ellenőrzését végző bizottság tagjainak választásáról
- 28/1994. (IV. 13.) OGY határozat a Magyar Köztársaság és a Görög Köztársaság közötti barátsági és együttműködési szerződés megerősítéséről
- 29/1994. (IV. 13.) OGY határozat az Európai Biztonsági és Együttműködési Értekezlet Hegyi-Karabah-i Megfigyelő Missziójában való magyar részvételről
- 30/1994. (IV. 13.) OGY határozat a Nemzetközi Fejlesztési Társulás alapjainak tizedik feltöltésében való magyar részvételről
- 31/1994. (IV. 13.) OGY határozat a közérdekű egyesületek költségvetési támogatásáról
- 32/1994. (VI. 30.) OGY határozat az Országgyűlés tisztségviselőinek megválasztásáról
- 33/1994. (VI. 30.) OGY határozat az Országgyűlés bizottságainak létrehozásáról, tisztségviselőinek és tagjainak megválasztásáról
- 34/1994. (VII. 14.) OGY határozat az Interparlamentáris Unió Magyar Nemzeti Csoportjának megalakulásáról
- 35/1994. (VII. 18.) OGY határozat a miniszterelnök megválasztásáról
- 36/1994. (VII. 18.) OGY határozat országgyűlési bizottsági tagok megválasztásáról
- 37/1994. (VII. 18.) OGY határozat a magyar-brit közös kiképzésről és gyakorlatról
- 38/1994. (VII. 18.) OGY határozat a nyugellátások és a baleseti nyugellátások, valamint a nyugdíjszerű rendszeres szociális ellátások emeléséről
- 39/1994. (IX. 8.) OGY határozat országgyűlési bizottsági tagok megválasztásáról
- 40/1994. (IX. 23.) OGY határozat mentelmi jog felfüggesztéséről
- 41/1994. (IX. 23.) OGY határozat mentelmi jog felfüggesztéséről
- 42/1994. (IX. 28.) OGY határozat országgyűlési bizottsági tagok megválasztásáról
- 43/1994. (IX. 28.) OGY határozat mentelmi jog felfüggesztéséről
- 44/1994. (IX. 28.) OGY határozat mentelmi jog felfüggesztéséről
- 45/1994. (IX. 28.) OGY határozat mentelmi jog fenntartásáról
- 46/1994. (IX. 30.) OGY határozat a Magyar Köztársaság Országgyűlésének Házszabályáról
- 47/1994. (X. 6.) OGY határozat a helyi és kisebbségi önkormányzati képviselő-választások 1994. évi lebonyolításának költségeiről
- 48/1994. (X. 6.) OGY határozat országgyűlési bizottsági tag megválasztásáról
- 49/1994. (X. 6.) OGY határozat mentelmi jog fenntartásáról
- 50/1994. (X. 14.) OGY határozat a nyugellátások, baleseti nyugellátások és a nyugdíjszerű rendszeres szociális ellátások 1994 szeptemberét megelőző időre vonatkozó emelésének egyösszegű kifizetéséről
- 51/1994. (X. 19.) OGY határozat a Magyar Köztársaság és az Európai Beruházási Bank között a pénzügyi együttműködésről szóló keretmegállapodás megkötéséről
- 52/1994. (X. 19.) OGY határozat mentelmi jog felfüggesztéséről
- 53/1994. (X. 19.) OGY határozat mentelmi jog fenntartásáról
- 54/1994. (X. 19.) OGY határozat mentelmi jog fenntartásáról
- 55/1994. (X. 28.) OGY határozat mentelmi jog fenntartásáról
- 56/1994. (XI. 10.) OGY határozat mentelmi jog felfüggesztéséről
- 57/1994. (XI. 17.) OGY határozat a Magyar Köztársaság Kormánya és a Kínai Népköztársaság Kormánya között a kettős adóztatás elkerülésére, és az adóztatás kijátszásának megakadályozására a jövedelemadók területén Pekingben, 1992. június 17. napján aláírt Egyezmény megerősítéséről
- 58/1994. (XI. 17.) OGY határozat a Magyar Köztársaság és a Kuvait Állam között a kettős adóztatás elkerülésére a jövedelem- és vagyonadók területén és gazdasági kapcsolataik előmozdítására Kuvaitban, 1994. január 17-én aláírt Egyezmény megerősítéséről
- 59/1994. (XI. 17.) OGY határozat a Magyar Köztársaság és a Paraguayi Köztársaság között a beruházások elősegítéséről és kölcsönös védelméről Asunciónban, 1993. augusztus 11-én aláírt Egyezmény megerősítéséről
- 60/1994. (XI. 17.) OGY határozat országgyűlési bizottsági tag megválasztásáról
- 61/1994. (XI. 17.) OGY határozat mentelmi jog fenntartásáról
- 62/1994. (XI. 23.) OGY határozat az Országgyűlés bizottságairól, tisztségviselőiről és tagjairól
- 63/1994. (XI. 23.) OGY határozat mentelmi jog felfüggesztéséről
- 64/1994. (XII. 2.) OGY határozat a Magyar Köztársaság és a Szlovén Köztársaság között 1994. április 6-án, Ljubljanában aláírt Szabadkereskedelmi Megállapodás megerősítéséről
- 65/1994. (XII. 14.) OGY határozat országgyűlési bizottsági tag megválasztásáról
- 66/1994. (XII. 15.) OGY határozat az Észak-atlanti Szerződés Szervezetével aláírt „Békepartnerség” program Keretdokumentumának megerősítéséről
- 67/1994. (XII. 26.) OGY határozat országgyűlési bizottsági tagok megválasztásáról
- 68/1994. (XII. 26.) OGY határozat az emberi jogok és alapvető szabadságok védelméről szóló, Rómában, 1950. november 4. napján kelt Egyezmény tizenegyedik jegyzőkönyvének megerősítéséről
- 69/1994. (XII. 26.) OGY határozat a Magyar Köztársaság és a Svájci Államszövetség között aláírt választottbírósági és békéltetési Szerződés megerősítéséről
- 70/1994. (XII. 27.) OGY határozat a Magyar Köztársaság és a Cseh Köztársaság között a kettős adóztatás elkerülésére és az adóztatás kijátszásának megakadályozására a jövedelem- és vagyonadók területén Prágában, 1993. január 14-én aláírt Egyezmény megerősítéséről
- 71/1994. (XII. 27.) OGY határozat az Osztrák Köztársaság Kormánya és a Magyar Népköztársaság Kormánya között a mezőgazdasági és ipari termékek származási jelzéseinek, eredetmegjelöléseinek és a származásra utaló egyéb megnevezéseknek a védelméről, 1972. július 21-én aláírt, az 1973. évi 18. törvényerejű rendelettel kihirdetett egyezmény felmondásáról
- 72/1994. (XII. 27.) OGY határozat az Általános Vám- és Kereskedelmi Egyezmény keretében kialakított, 1994. április 15-én, Marrakeshben aláírt sokoldalú kereskedelmi megállapodások megerősítéséről
- 73/1994. (XII. 27.) OGY határozat népszavazási kezdeményezésről
- 74/1994. (XII. 27.) OGY határozat a társadalmi szervezetek, a nemzeti és etnikai kisebbségi szervezetek, valamint az egyházak költségvetési támogatására szolgáló pénzeszközök elosztásának bizottsági előkészítéséről
- 75/1994. (XII. 30.) OGY határozat az egyházak közvetlen állami támogatására jóváhagyott 1995. évi költségvetési keret felosztásáról

### Kormányrendeletek
- 1/1994. (I. 11.) Korm. rendelet 	 a tartósan munkanélküliek foglalkoztatása esetén a munkába járással kapcsolatos utazási költségtérítés és költség átvállalásáról
- 2/1994. (I. 11.) Korm. rendelet 	 a külföldi utas számára adható általános forgalmiadó-visszatérítésről szóló 4/1993. (I. 13.) Korm. rendelet módosításáról
- 3/1994. (I. 14.) Korm. rendelet 	 a Magyar Köztársaság és az Európai Gazdasági Közösség és az Európai Szén- és Acélközösség közötti, a kereskedelemről és a kereskedelemmel kapcsolatos ügyekről szóló Ideiglenes Megállapodáshoz, valamint a Magyar Köztársaság és az Európai Közösségek és azok tagállamai közötti Európai Megállapodáshoz kapcsolódó, Brüsszelben, 1993. december 22-én aláírt Kiegészítő Jegyzőkönyv kihirdetéséről
- 4/1994. (I. 14.) Korm. rendelet 	 az Állami Vagyonügynökségnek ingatlan ingyenes átruházására történő felhatalmazásáról
- 5/1994. (I. 18.) Korm. rendelet 	 a Genfben, 1948. június 19-én elfogadott, a repülőgépekhez fűződő jogok nemzetközi elismeréséről szóló Egyezmény kihirdetéséről
- 6/1994. (I. 21.) Korm. rendelet 	 az önkéntes kölcsönös biztosító pénztárak egyes gazdálkodási szabályairól
- 7/1994. (I. 21.) Korm. rendelet 	 az önkéntes kölcsönös biztosító pénztárak beszámolási és könyvvezetési kötelezettségéről
- 8/1994. (I. 27.) Korm. rendelet 	 az igazságügyminiszter feladat- és hatásköréről szóló 41/1990. (IX. 15.) Korm. rendelet módosításáról
- 9/1994. (I. 30.) Korm. rendelet 	 a közgyógyellátási igazolványról szóló 28/1993. (II. 17.) Korm. rendelet módosításáról
- 10/1994. (I. 30.) Korm. rendelet 	 a személyes gondoskodást nyújtó szociális ellátások térítési díjáról szóló 29/1993. (II. 17.) Korm. rendelet, valamint a mozgáskorlátozott személyek közlekedési támogatásainak rendszeréről szóló 179/1993. (XII. 29.) Korm. rendelet módosításáról
- 11/1994. (I. 30.) Korm. rendelet 	 egyes pénzbeli szociális ellátások folyósításának és elszámolásának szabályairól szóló 30/1993. (II. 17.) Korm. rendelet módosításáról
- 12/1994. (I. 30.) Korm. rendelet 	 a gyermeknevelési támogatás megállapításának szabályairól, valamint a szociális ellátások igényléséhez felhasználható bizonyítékokról szóló 32/1993. (II. 17.) Korm. rendelet módosításáról
- 13/1994. (II. 1.) Korm. rendelet 	 a magyar-észt nemzetközi közúti személy- és árufuvarozási Egyezmény kihirdetéséről
- 14/1994. (II. 1.) Korm. rendelet 	 a kötelező legkisebb munkabér (minimálbér) megállapításáról
- 15/1994. (II. 1.) Korm. rendelet 	 az állatviadalok tilalmáról és egyes küzdő ebek behozatali, tenyésztési tilalmáról
- 16/1994. (II. 4.) Korm. rendelet 	 a Magyar Köztársaság Kormánya és a Szlovén Köztársaság Kormánya között a terrorizmus, a kábítószer tiltott forgalma és a szervezett bűnözés elleni harcban történő együttműködésről szóló Megállapodás kihirdetéséről
- 17/1994. (II. 9.) Korm. rendelet 	 a kormányzati célú frekvenciagazdálkodás szervezetének létrehozásáról, valamint a kormányzati frekvenciagazdálkodás rendjéről
- 18/1994. (II. 9.) Korm. rendelet 	 a kárpótlási jegyek életjáradékra váltásának eljárási szabályairól szóló 87/1992. (V. 29.) Korm. rendelet módosításáról
- 19/1994. (II. 11.) Korm. rendelet 	 az egységes közlekedési hatósági szerv létesítéséről, valamint egyes közlekedést érintő jogszabályok módosításáról intézkedő 94/1991. (VII. 23.) Korm. rendelet módosításáról
- 20/1994. (II. 16.) Korm. rendelet 	 az egyes szabálysértésekről szóló 17/1968. (IV. 14.) Korm. rendelet módosításáról
- 21/1994. (II. 16.) Korm. rendelet 	 a statisztikai szakértői engedélyek kiadásáról
- 22/1994. (II. 16.) Korm. rendelet 	 a pénzintézetek éves beszámoló készítési és könyvvezetési kötelezettségéről szóló 181/1991. (XII. 30.) Korm. rendelet módosításáról
- 23/1994. (II. 23.) Korm. rendelet 	 a nyugellátások, baleseti nyugellátások, a nyugdíjszerű ellátások és a gyermekgondozási segély jövedelempótlékának emeléséről
- 24/1994. (II. 25.) Korm. rendelet 	 a bedolgozók foglalkoztatásáról
- 25/1994. (II. 25.) Korm. rendelet 	 a családi pótlék egyszeri kiegészítéséről
- 26/1994. (II. 27.) Korm. rendelet 	 a mozgáskorlátozott személyek közlekedési támogatásainak rendszeréről szóló 179/1993. (XII. 29.) Korm. rendelet módosításáról
- 27/1994. (III. 2.) Korm. rendelet 	 a diplomáciai és konzuli képviseletek és azok tagjai, valamint az ezekkel egy tekintet alá eső nemzetközi szervezetek és azok tagjai számára adható általános forgalmiadó-visszatérítésről szóló 3/1993. (I. 13.) Korm. rendelet módosításáról
- 28/1994. (III. 2.) Korm. rendelet 	 a részarány-földtulajdon önálló ingatlanná alakításával kapcsolatos költségtérítésről
- 29/1994. (III. 4.) Korm. rendelet 	 a magyar-litván légiközlekedési Megállapodás kihirdetéséről
- 30/1994. (III. 4.) Korm. rendelet 	 a Magyar Köztársaság Kormánya és a Lett Köztársaság Kormánya között Budapesten, 1993. március 9-én aláírt légiközlekedési Megállapodás kihirdetéséről
- 31/1994. (III. 12.) Korm. rendelet 	 a Nemzeti alaptanterv Tantervi alapelveinek kiadásáról
- 32/1994. (III. 18.) Korm. rendelet ingatlanok cseréjéről
- 33/1994. (III. 18.) Korm. rendelet 	 az egyéni és szervezett turizmus céljára szolgáló külföldi fizetőeszköz és menetjegy megvásárlásának szabályairól, és a devizakülföldi utas részére visszatérített általános forgalmi adó konvertibilis fizetőeszközre történő átváltásáról
- 34/1994. (III. 18.) Korm. rendelet 	 a betétbiztosítási alapok és az intézményvédelmi alapok beszámoló készítési és könyvvezetési kötelezettségének sajátosságairól
- 35/1994. (III. 18.) Korm. rendelet 	 a mezőgazdasági biztosítóegyesületek alapításának támogatásáról
- 36/1994. (III. 22.) Korm. rendelet 	 a közalkalmazottak jogállásáról szóló 1992. évi XXXIII. törvény végrehajtásáról a Magyar Rádióban
- 37/1994. (III. 22.) Korm. rendelet 	 a közalkalmazottak jogállásáról szóló 1992. évi XXXIII. törvény végrehajtásáról a Magyar Televízióban
- 38/1994. (III. 22.) Korm. rendelet 	 a közalkalmazottak jogállásáról szóló 1992. évi XXXIII. törvény végrehajtásáról a Magyar Távirati Irodánál
- 39/1994. (III. 25.) Korm. rendelet 	 az értékpapír-forgalmazók éves beszámoló készítési és könyvvezetési kötelezettségének sajátosságairól szóló 183/1991. (XII. 30.) Korm. rendelet módosításáról
- 40/1994. (III. 25.) Korm. rendelet 	 a közalkalmazottak jogállásáról szóló 1992. évi XXXIII. törvény szociális, egészségügyi, család-, gyermek- és ifjúságvédelmi ágazatban történő végrehajtásáról szóló 113/1992. (VII. 14.) Korm. rendelet módosításáról
- 41/1994. (III. 25.) Korm. rendelet 	 a kozmetikai készítmények előállításáról és forgalomba hozataláról szóló 8/1959. (II. 12.) Korm. rendelet hatályon kívül helyezéséről
- 42/1994. (III. 25.) Korm. rendelet 	 a nemzeti szabványosításról, valamint a laboratóriumok, a tanúsító és az ellenőrző szervezetek akkreditálási rendjének ideiglenes szabályairól, továbbá a Magyar Szabványügyi Hivatal ideiglenes feladat- és hatásköréről
- 43/1994. (III. 29.) Korm. rendelet 	 a rejtjeltevékenységről
- 44/1994. (III. 29.) Korm. rendelet 	 az áruk, szolgáltatások és anyagi értéket képviselő jogok kiviteléről, illetőleg behozataláról szóló 112/1990. (XII. 23.) Korm. rendelet módosításáról
- 45/1994. (III. 31.) Korm. rendelet 	 a magyar-litván nemzetközi közúti személy- és árufuvarozásról szóló egyezmény kihirdetéséről
- 46/1994. (IV. 1.) Korm. rendelet 	 az egészségügy társadalombiztosítási finanszírozásának egyes kérdéseiről szóló 52/1993. (IV. 2.) Korm. rendelet módosításáról
- 47/1994. (IV. 1.) Korm. rendelet' 	 a doktori eljárásról
- 48/1994. (IV. 1.) Korm. rendelet 	 a felszámolási eljárás alatt lévő vállalkozások vagyonának megvásárlását elősegítő támogatásról
- 49/1994. (IV. 8.) Korm. rendelet 	 a Magyar Köztársaság Belügyminisztériuma és a Ciprusi Köztársaság Belügyminisztériuma között a terrorizmus, a kábítószerek illegális forgalma és a szervezett bűnözés elleni harcban történő együttműködésőől szóló Megállapodás kihirdetéséről
- 50/1994. (IV. 8.) Korm. rendelet 	 a Magyar Köztársaság Belügyminisztériuma és a Spanyol Királyság Belügyminisztériuma közötti együttműködésről a tiltott nemzetközi kábítószer-kereskedelem, a terrorizmus és a szervezett bűnözés elleni harcban tárgyú Megállapodás kihirdetéséről
- 51/1994. (IV. 8.) Korm. rendelet 	 a vasúti hatóság feladat- és hatásköréről
- 52/1994. (IV. 8.) Korm. rendelet 	 a területfejlesztés kedvezményezett területeinek jegyzékéről szóló 161/1993. (XI. 17.) Korm. rendelet módosításáról
- 53/1994. (IV. 13.) Korm. rendelet 	 a Volán társaságok 1994. évi autóbusz-rekonstrukciós programjának egyes feltételeiről
- 54/1994. (IV. 13.) Korm. rendelet 	 a Magyar Állami Eötvös Ösztöndíjról
- 55/1994. (IV. 16.) Korm. rendelet 	 a magánútlevéllel rendelkező állampolgárok vízummentes utazásáról szóló, a Magyar Köztársaság Kormánya és Izrael Állam Kormánya között az 1993. évi november hó 12. napján létrejött megállapodás kihirdetéséről
- 56/1994. (IV. 16.) Korm. rendelet 	 az európai, nem menetrend szerinti légi járatok kereskedelmi jogairól szóló 1956. évi Egyezményhez történt csatlakozás kihirdetéséről
- 57/1994. (IV. 16.) Korm. rendelet 	 az európai, menetrend szerinti légi járatokon alkalmazandó díjtételek kialakításának gyakorlatáról szóló 1987. évi Egyezményhez történt csatlakozás kihirdetéséről
- 58/1994. (IV. 16.) Korm. rendelet 	 a Magyar Köztársaság Művészeti Alapjának megszüntetéséről és a Magyar Alkotóművészeti Alapítvány létesítéséről szóló 117/1992. (VII. 29.) Korm. rendelet módosításáról
- 59/1994. (IV. 20.) Korm. rendelet 	 az életüktől és szabadságuktól politikai okból jogtalanul megfosztottak kárpótlásáról szóló 1992. évi XXXII. törvény végrehajtásáról
- 60/1994. (IV. 20.) Korm. rendelet 	 a közalkalmazottak jogállásáról szóló 1992. évi XXXIII. törvény ipari és kereskedelmi ágazatban történő végrehajtására kiadott 158/1992. (XII. 11.) Korm. rendelet módosításáról
- 61/1994. (IV. 20.) Korm. rendelet 	 a Tábori Lelkészi Szolgálatról
- 62/1994. (IV. 22.) Korm. rendelet 	 a fontos kombinált nemzetközi szállítási vonalakról és ezek létesítményeiről Genfben, 1991. február 1-jén létrehozott Európai Megállapodás kihirdetéséről
- 63/1994. (IV. 26.) Korm. rendelet 	 a gazdasági kamarák felett törvényességi felügyeletet gyakorló miniszter kijelöléséről
- 64/1994. (IV. 30.) Korm. rendelet 	 a külföldiek beutazásáról, magyarországi tartózkodásáról és bevándorlásáról szóló 1993. évi LXXXVI. törvény végrehajtásáról
- 65/1994. (IV. 30.) Korm. rendelet 	 a külkereskedelmi szerződésekkel kapcsolatos fizetések lebonyolításának rendjéről szóló 52/1990. (III. 21.) MT rendelet módosításáról
- 66/1994. (IV. 30.) Korm. rendelet 	 a Magyar Élelmiszerkönyvről
- 67/1994. (V. 4.) Korm. rendelet 	 az egyes tevékenységek környezeti hatásvizsgálatának átmeneti szabályozásáról szóló 86/1993. (VI. 4.) Korm. rendelet módosításáról
- 68/1994. (V. 4.) Korm. rendelet 	 a Duna Televízió feljogosításáról televízióműsor készítésére és nyilvános közlésére
- 69/1994. (V. 4.) Korm. rendelet 	 a dömpingellenes és az értékkiegyenlítő vámokra vonatkozó szabályokról
- 70/1994. (V. 4.) Korm. rendelet 	 a gazdálkodó szervezetek 1994. évi egyedi támogatásáról
- 71/1994. (V. 7.) Korm. rendelet 	 a természetvédelemről szóló 1982. évi 4. törvényerejű rendelet végrehajtására kiadott 8/1982. (III. 15.) MT rendelet módosításáról
- 72/1994. (V. 10.) Korm. rendelet 	 a közúti közlekedés szabályairól szóló 1/1975. (II. 5.) KPM-BM együttes rendelet módosításáról és kiegészítéséről
- 73/1994. (V. 10.) Korm. rendelet 	 az emberi környezetre veszélyt jelentő egyes anyagok külföldről történő behozataláról szóló 55/1987. (X. 30.) MT rendelet módosításáról
- 74/1994. (V. 10.) Korm. rendelet 	 a pénzmosás megelőzéséről és megakadályozásáról szóló 1994. évi XXIV. törvény végrehajtásáról
- 75/1994. (V. 17.) Korm. rendelet 	 az egyházi nyugdíjalapok 1994. évi támogatásáról
- 76/1994. (V. 17.) Korm. rendelet 	 a részben vagy teljesen tartósan állami tulajdonban maradó gazdálkodó szervezetekről szóló 126/1992. (VIII. 28.) Korm. rendelet módosításáról
- 77/1994. (V. 19.) Korm. rendelet 	 a Magyar Köztársaság Kormánya és az Osztrák Szövetségi Köztársaság Kormánya között a nemzetközi áruszállításról szóló egyezmény kihirdetéséről
- 78/1994. (V. 19.) Korm. rendelet 	 egyes miniszterek feladat- és hatásköréről szóló kormányrendeletek módosításáról a nemzeti szabványosítással, valamint a laboratóriumok, a tanúsító és az ellenőrző szervezetek akkreditálásával összefüggő időszerű feladatok ellátása érdekében
- 79/1994. (V. 19.) Korm. rendelet 	 a földrendező és a földkiadó bizottságok működési kiadásainak a helyi önkormányzatok részére történő megtérítése mértékéről és módjáról
- 80/1994. (V. 25.) Korm. rendelet 	 a Magyar Köztársaság és az Európai Szabadkereskedelmi Társulás tagállamai közötti Megállapodás, valamint a Magyar Köztársaság és a Svájci Államszövetség, illetve a Liechtensteini Hercegség közötti Mezőgazdasági Levélváltás ideiglenes alkalmazásáról szóló 130/1993. (IX. 25.) Korm. rendelet hatályon kívül helyezéséről
- 81/1994. (V. 25.) Korm. rendelet 	 a Magyar Köztársaság és a Svájci Államszövetség, illetve a Liechtensteini Hercegség közötti Mezőgazdasági Levélváltás kihirdetéséről
- 82/1994. (V. 25.) Korm. rendelet 	 a Magyar Köztársaság és az Izlandi Köztársaság közötti Mezőgazdasági Levélváltás kihirdetéséről
- 83/1994. (V. 25.) Korm. rendelet 	 a külkereskedelmi szerződésekkel kapcsolatos fizetések lebonyolításának rendjéről szóló 52/1990. (III. 21.) MT rendelet módosításáról
- 84/1994. (V. 27.) Korm. rendelet 	 a Gazdaságbiztonsági Tartalékról
- 85/1994. (V. 31.) Korm. rendelet 	 a nemzetbiztonsági szolgálatok költségvetési gazdálkodásának, beszámolási és könyvvezetési kötelezettségeinek egyes szabályairól
- 86/1994. (VI. 2.) Korm. rendelet 	 a pénzügyminiszter feladat- és hatásköréről szóló 50/1990. (IX. 15.) Korm. rendelet módosításáról
- 87/1994. (VI. 6.) Korm. rendelet 	 az egyes nemzetközileg ellenőrzött termékek és technológiák forgalmának engedélyezéséről szóló 61/1990. (X. 1.) Korm. rendelet módosításáról
- 88/1994. (VI. 8.) Korm. rendelet 	 az állami vezetők munkaviszonyával összefüggő kérdésekről szóló 1077/1987. (XII. 31.) MT határozat egyes rendelkezéseinek hatályon kívül helyezéséről
- 89/1994. (VI. 8.) Korm. rendelet 	 a közalkalmazottak jogállásáról szóló 1992. évi XXXIII. törvénynek a testnevelés és sport területén történő végrehajtásáról
- 90/1994. (VI. 8.) Korm. rendelet 	 egyes társasági adókedvezményekről
- 91/1994. (VI. 10.) Korm. rendelet 	 a Magyar Köztársaság és a Szlovén Köztársaság között Budapesten, 1992. szeptember 2-án aláírt Kulturális, Oktatási és Tudományos Együttműködésről szóló Egyezménynek a kihirdetéséről
- 92/1994. (VI. 17.) Korm. rendelet 	 a közalkalmazottak jogállásáról szóló 1992. évi XXXIII. törvénynek a központi költségvetési szervként működő kutató- és kutatást kiegészítő intézeteknél és kutatókat foglalkoztató egyes intézményeknél történő végrehajtásáról rendelkező 49/1993. (III. 26.) Korm. rendelet módosításáról
- 93/1994. (VI. 17.) Korm. rendelet 	 egyes iskolarendszeren kívüli szakmai oktatással kapcsolatos jogszabályok hatályon kívül helyezéséről
- 94/1994. (VI. 17.) Korm. rendelet 	 a közalkalmazottak jogállásáról szóló 1992. évi XXXIII. törvény végrehajtásáról a közoktatási intézményekben tárgyú 138/1992. (X. 8.) Korm. rendelet módosításáról
- 95/1994. (VI. 17.) Korm. rendelet 	 az öntözésfejlesztést szolgáló beruházások 1994. évi támogatásáról
- 96/1994. (VI. 22.) Korm. rendelet 	 a költségvetés alapján gazdálkodó szervek beszámolási és könyvvezetési kötelezettségét, valamint gazdálkodását szabályozó egyes kormányrendeletek módosításáról
- 97/1994. (VI. 22.) Korm. rendelet 	 a befektetési alapok beszámoló készítési és könyvvezetési kötelezettségének sajátosságairól
- 98/1994. (VI. 24.) Korm. rendelet 	 a köztársasági elnök és a Kormány tagjai megbízatásának megszűnésével kapcsolatos egyes kérdések átmeneti rendezéséről
- 99/1994. (VI. 28.) Korm. rendelet 	 a növény- és állatfajták állami minősítéséről szóló 19/1980. (VI. 6.) MT rendelet módosításáról
- 100/1994. (VI. 29.) Korm. rendelet 	 a külföldiek beutazásáról, magyarországi tartózkodásáról és bevándorlásáról szóló 1993. évi LXXXVI. törvény végrehajtására kiadott 64/1994. (IV. 30.) Korm. rendelet módosításáról
- 101/1994. (VI. 29.) Korm. rendelet 	 az igazságügyminiszter feladat- és hatásköréről szóló 41/1990. (IX. 15.) Korm. rendelet módosításáról
- 102/1994. (VI. 29.) Korm. rendelet 	 a környezetvédelmi és területfejlesztési miniszter feladat- és hatásköréről szóló 43/1990. (IX. 15.) Korm. rendelet módosításáról
- 103/1994. (VI. 29.) Korm. rendelet 	 a részben vagy teljesen tartósan állami tulajdonban maradó gazdálkodó szervezetekről szóló 126/1992. (VIII. 28.) Korm. rendelet módosításáról
- 104/1994. (VI. 29.) Korm. rendelet 	 az 1994. évi betakarítású őszibúza-termelés további támogatásáról
- 105/1994. (VII. 6.) Korm. rendelet 	 a Budapest XIII., Váci út 71. szám alatti ingatlanra vonatkozó rendelkezések módosításáról
- 106/1994. (VII. 14.) Korm. rendelet 	 az Autovill Rt. vagyonát érintő intézkedésről
- 107/1994. (VII. 21.) Korm. rendelet 	 a Magyar Köztársaság minisztériumainak felsorolását módosító 1994. évi LVI. törvény végrehajtásáról
- 108/1994. (VII. 21.) Korm. rendelet 	 dr. Katona Béla tárca nélküli miniszter feladatairól
- 109/1994. (VII. 21.) Korm. rendelet 	 a Kormány megalakulásával összefüggő egyes hatásköri rendelkezések módosításáról
- 110/1994. (VIII. 6.) Korm. rendelet 	 a nyugellátások és baleseti nyugellátások emeléséről
- 111/1994. (VIII. 6.) Korm. rendelet 	 a nyugdíjszerű rendszeres szociális ellátások és a gyermekgondozási segély pótlékának emeléséről
- 112/1994. (VIII. 6.) Korm. rendelet 	 a közigazgatás korszerűsítésének kormánybiztosa feladatairól
- 113/1994. (VIII. 31.) Korm. rendelet 	 a hadigondozásról szóló 1994. évi XLV. törvény végrehajtásáról
- 114/1994. (VIII. 31.) Korm. rendelet 	 az egyes bányászati dolgozók társadalombiztosítási kedvezményeiről szóló 23/1991. (II. 9.) Korm. rendelet módosításáról
- 115/1994. (VIII. 31.) Korm. rendelet 	 a bányásznyugdíjról szóló 150/1991. (XII. 4.) Korm. rendelet módosításáról
- 116/1994. (VIII. 31.) Korm. rendelet 	 a nyugdíjas bányászok szénjárandóságának pénzbeli megváltásáról rendelkező 145/1992. (XI. 4.) Korm. rendelet módosításáról
- 117/1994. (VIII. 31.) Korm. rendelet 	 a társadalombiztosításról szóló 1975. évi II. törvény végrehajtásáról szóló 89/1990. (V. 1.) MT rendelet módosításáról
- 118/1994. (VIII. 31.) Korm. rendelet 	 a középfokú iskoláknak és a vállalatoknak a gyakorlati oktatási feladatok ellátására irányuló együttműködéséről, valamint a vállalatoknál folyó gyakorlati oktatásról szóló 22/1986. (VI. 20.) MT rendelet hatályon kívül helyezéséről
- 119/1994. (IX. 2.) Korm. rendelet 	 a Menekültügyi és Migrációs Hivatal létrehozásáról szóló 43/1993. (III. 3.) Korm. rendelet módosításáról
- 120/1994. (IX. 8.) Korm. rendelet 	 a Magyar Köztársaság Kormánya és Ukrajna Kormánya között Budapesten, 1993. július 28-án aláírt, határvizekkel kapcsolatos vízgazdálkodási kérdésekről szóló Egyezmény kihirdetéséről
- 121/1994. (IX. 8.) Korm. rendelet 	 az államháztartás alrendszereinek bankszámlavezetési, letéti kezelési, pénzellátási és költségvetési befizetési rendjéről szóló 140/1993. (X. 12.) Korm. rendelet módosításáról
- 122/1994. (IX. 8.) Korm. rendelet 	 a közalkalmazottak jogállásáról szóló 1992. évi XXXIII. törvény végrehajtásáról a Magyar Televízióban tárgyú 37/1994. (III. 22.) Korm. rendelet módosításáról
- 123/1994. (IX. 13.) Korm. rendelet 	 a II. Európai Ifjúsági Központ székhelyének biztosításáról
- 124/1994. (IX. 15.) Korm. rendelet 	 a járművezető gyakorlati szakoktatók saját jármű üzemeltetésének költségtérítéséről
- 125/1994. (IX. 15.) Korm. rendelet 	 a Miniszterelnöki Hivatalról
- 126/1994. (IX. 15.) Korm. rendelet 	 a katonai szabványosításról
- 127/1994. (IX. 15.) Korm. rendelet 	 a művelődési és közoktatási miniszter feladat- és hatásköréről szóló 47/1990. (IX. 15.) Korm. rendelet módosításáról
- 128/1994. (IX. 20.) Korm. rendelet 	 az 1994. évi aszály okozta károk enyhítéséhez nyújtott támogatásról
- 129/1994. (X. 7.) Korm. rendelet 	 a Magyar Köztársaság Kormánya és a Bolgár Köztársaság Kormánya között Budapesten, 1994. május 5-én aláírt kulturális, oktatási és tudományos együttműködésről szóló egyezmény kihirdetéséről
- 130/1994. (X. 14.) Korm. rendelet 	 a Magyar Köztársaság Kormánya és az Észt Köztársaság Kormánya között Tallinnban, 1994. április 28-án aláírt kulturális, tudományos és oktatási együttműködésről szóló Egyezmény kihirdetéséről
- 131/1994. (X. 14.) Korm. rendelet 	 a Magyar Tudományos Akadémiára bízott állami tulajdonú ingatlanok körének meghatározásáról
- 132/1994. (X. 21.) Korm. rendelet 	 a honvédelemről szóló 1993. évi CX. törvény végrehajtásáról szóló 178/1993. (XII. 27.) Korm. rendelet módosításáról
- 133/1994. (X. 21.) Korm. rendelet 	 váratlan légitámadás esetén az ország légiriasztásáról
- 134/1994. (X. 22.) Korm. rendelet 	 a nyugellátások, baleseti nyugellátások, valamint a nyugdíjszerű rendszeres szociális ellátások visszamenőleges emeléséről, illetve egyösszegű kiegészítéséről
- 135/1994. (X. 26.) Korm. rendelet 	 a Magyar Köztársaság Kormánya és a Horvát Köztársaság Kormánya között a terrorizmus, a kábítószer tiltott forgalma és a szervezett bűnözés elleni harcban történő együttműködésről szóló Megállapodás kihirdetéséről
- 136/1994. (X. 26.) Korm. rendelet 	 az eltűnt személyek felkutatására irányuló államigazgatási eljárás elintézési határidejének megállapításáról
- 137/1994. (X. 26.) Korm. rendelet 	 a személyes javak rendőri intézkedés keretében történő igénybevételével és a kártalanítással kapcsolatos eljárásról
- 138/1994. (X. 28.) Korm. rendelet 	 a Kormányzati Ellenőrzési Iroda létrehozásáról és feladatairól
- 139/1994. (X. 29.) Korm. rendelet 	 a Magyar Köztársaság és az Európai Közösségek és azok tagállamai között, Brüsszelben, 1991. december 16-án aláírt Európai Megállapodás VIII. a), IX. b) és X. b) Mellékleteinek módosításáról szóló, a Magyar Köztársaság és az Európai Közösség között 1994. október 25-én levélváltás formájában aláírt Megállapodás kihirdetéséről
- 140/1994. (XI. 2.) Korm. rendelet 	 a Magyar Köztársaság Kormánya és Románia Kormánya között megkötött Állat-egészségügyi Egyezmény kihirdetéséről
- 141/1994. (XI. 2.) Korm. rendelet 	 a lakáscélú támogatásokról szóló 106/1988. (XII. 26.) MT rendelet módosításáról
- 142/1994. (XI. 10.) Korm. rendelet 	 a nem kereskedelmi, helyi rádió- és televízió-műsor készítő és közlő stúdiók alapításának engedélyezéséről szóló 110/1993. (VII. 30.) Korm. rendelet módosításáról
- 143/1994. (XI. 10.) Korm. rendelet 	 az Országos Műszaki Fejlesztési Bizottság feladatáról, hatásköréről, szervezetéről és működéséről
- 144/1994. (XI. 15.) Korm. rendelet 	 a Frekvenciasávok Nemzeti Felosztási Táblázatának megállapításáról
- 145/1994. (XI. 17.) Korm. rendelet 	 a Magyar Köztársaság Kormánya és a Cseh Köztársaság Kormánya között Prágában, 1994. március 8-án aláírt Állat-egészségügyi Egyezmény kihirdetéséről
- 146/1994. (XI. 17.) Korm. rendelet 	 a Magyar Köztársaság Kormánya és a Cseh Köztársaság Kormánya között Prágában, 1994. március 8-án aláírt növényvédelmi együttműködésről szóló Egyezmény kihirdetéséről
- 147/1994. (XI. 17.) Korm. rendelet 	 a belügyminiszter feladat- és hatásköréről
- 148/1994. (XI. 17.) Korm. rendelet 	 a földművelésügyi miniszter feladat- és hatásköréről szóló 40/1990. (IX. 15.) Korm. rendelet módosításáról
- 149/1994. (XI. 17.) Korm. rendelet 	 az ipari és kereskedelmi miniszter feladat- és hatásköréről
- 150/1994. (XI. 17.) Korm. rendelet 	 a környezetvédelmi és területfejlesztési miniszter feladat- és hatásköréről szóló 43/1990. (IX. 15.) Korm. rendelet módosításáról
- 151/1994. (XI. 17.) Korm. rendelet 	 a közlekedési, hírközlési és vízügyi miniszter feladat- és hatásköréről
- 152/1994. (XI. 17.) Korm. rendelet 	 a külügyminiszter feladat- és hatásköréről
- 153/1994. (XI. 17.) Korm. rendelet 	 a munkaügyi miniszter feladat- és hatásköréről szóló 46/1990. (IX. 15.) Korm. rendelet módosításáról
- 154/1994. (XI. 17.) Korm. rendelet 	 a népjóléti miniszter feladat- és hatásköréről szóló 49/1990. (IX. 15.) Korm. rendelet módosításáról
- 155/1994. (XI. 17.) Korm. rendelet 	 a pénzügyminiszter feladat- és hatásköréről szóló 50/1990. (IX. 15.) Korm. rendelet módosításáról
- 156/1994. (XI. 17.) Korm. rendelet 	 a gazdálkodó szervezetek 1994. évi egyedi támogatásáról szóló 70/1994. (V. 4.) Korm. rendelet módosításáról
- 157/1994. (XI. 17.) Korm. rendelet 	 az 1995. évre szóló Országos Statisztikai Adatgyűjtési Programról
- 158/1994. (XI. 17.) Korm. rendelet 	 a tanító, a konduktor-tanító és az óvodapedagógus alapképzésben a képesítési követelményekről
- 159/1994. (XII. 2.) Korm. rendelet 	 a Magyar Köztársaság Kormánya és az Osztrák Köztársaság Kormánya között a szakmai képzési együttműködésről és a szakképzési vizsgabizonyítványok egyenértékűségének kölcsönös elismeréséről szóló, Bécsben, 1994. április 6-án aláírt Egyezmény szövegének kormányrendelettel történő kihirdetéséről
- 160/1994. (XII. 2.) Korm. rendelet 	 a Magyar Köztársaság Kormánya és a Szlovák Köztársaság Kormánya között a vízumkötelezettség kölcsönös megszüntetéséről szóló Megállapodás kihirdetéséről
- 161/1994. (XII. 2.) Korm. rendelet 	 a fővárosi és a megyei közigazgatási hivatalokról
- 162/1994. (XII. 2.) Korm. rendelet 	 az öntözés, valamint a halastavi vízfeltöltés és vízpótlás költségeinek 1994. évi támogatásáról
- 163/1994. (XII. 7.) Korm. rendelet 	 a külföldiek forintszámláiról
- 164/1994. (XII. 9.) Korm. rendelet 	 a Magyar Köztársaság és az Osztrák Köztársaság között, az 1978. március 17-i, második kiegészítő jegyzőkönyvvel módosított, 1957. december 13-i, európai kiadatási egyezmény kiegészítéséről és alkalmazásának megkönnyítéséről szóló, Budapesten, 1993. október hó 27. napján aláírt szerződés kihirdetéséről
- 165/1994. (XII. 9.) Korm. rendelet 	 a Magyar Köztársaság és az Osztrák Köztársaság között, az 1978. március 17-i, kiegészítő jegyzőkönyvvel módosított, 1959. április 20-i, a büntetőügyekben nyújtandó jogsegélyről szóló európai egyezmény kiegészítéséről és alkalmazásának megkönnyítéséről szóló, Budapesten, 1993. október hó 27. napján aláírt szerződés kihirdetéséről
- 166/1994. (XII. 9.) Korm. rendelet 	 az egészségügyi és szociális vállalkozást folytató egyéni vállalkozók gazdasági kamarai tagsági viszonyának keletkezésével és megszűnésével összefüggő kérdésekről
- 167/1994. (XII. 14.) Korm. rendelet 	 a kerületi bányaműszaki felügyelőségek illetékességi területéről szóló 63/1990. (III. 27.) MT rendelet hatályon kívül helyezéséről
- 168/1994. (XII. 14.) Korm. rendelet 	 a Miniszterelnöki Hivatalról szóló 125/1994. (IX. 15.) Korm. rendelet módosításáról
- 169/1994. (XII. 15.) Korm. rendelet 	 a Magyar Köztársaság Kormánya és a Thaiföldi Királyság Kormánya között Bangkokban, 1993. február 17-én aláírt légiközlekedési megállapodás kihirdetéséről
- 170/1994. (XII. 20.) Korm. rendelet 	 a Magyar Köztársaság Kormánya és Malajzia Kormánya között Kuala Lumpurban, 1993. február 19-én aláírt légiközlekedési megállapodás kihirdetéséről
- 171/1994. (XII. 20.) Korm. rendelet 	 a Magyar Köztársaság és az Osztrák Köztársaság közötti Mezőgazdasági Levélváltást kihirdető 128/1993. (IX. 25.) Korm. rendelet, valamint a Magyar Köztársaság és a Svéd Királyság közötti Mezőgazdasági Levélváltást kihirdető 129/1993. (IX. 25.) Korm. rendelet hatályon kívül helyezéséről
- 172/1994. (XII. 20.) Korm. rendelet 	 a társadalombiztosításról szóló 1975. évi II. törvény végrehajtásáról rendelkező 89/1990. (V. 1.) MT rendelet módosításáról
- 173/1994. (XII. 24.) Korm. rendelet 	 a Magyar Köztársaság Kormánya és a Lett Köztársaság Kormánya között Budapesten, 1993. március 9-én aláírt nemzetközi közúti személy- és árufuvarozásról szóló Egyezmény kihirdetéséről
- 174/1994. (XII. 24.) Korm. rendelet 	 a Magyar Köztársaság Kormánya és a Szingapúri Köztársaság Kormánya között a vízumkötelezettség kölcsönös megszüntetéséről jegyzékváltással létrejött megállapodás kihirdetéséről
- 175/1994. (XII. 24.) Korm. rendelet 	 a helyi önkormányzatok címzett és céltámogatásának igénybejelentési, döntéselőkészítési és elszámolási rendjéről szóló 46/1993. (III. 17.) Korm. rendelet módosításáról
- 176/1994. (XII. 24.) Korm. rendelet 	 a gazdálkodó szervezetek 1994. évi egyedi támogatásáról szóló 70/1994. (V. 4.) Korm. rendelet módosításáról
- 177/1994. (XII. 24.) Korm. rendelet 	 a bevándorlási engedélyek 1995. évi keretszámáról és kedvezményezett esetekről
- 178/1994. (XII. 28.) Korm. rendelet 	 a Magyar Köztársaság és az Európai Szabadkereskedelmi Társulás tagállamai között, Genfben, 1993. március 29-én aláírt szabadkereskedelmi megállapodást kihirdető 1993. évi LXXXIII. törvény módosításáról szóló törvény, valamint a Magyar Köztársaság és a Finn Köztársaság között a kereskedelem akadályainak kölcsönös megszüntetéséről szóló, 1974. május 2-án aláírt szabadkereskedelmi megállapodást kihirdető, az 1982. évi 12. törvényerejű rendelettel módosított 1975. évi 5. törvényerejű rendelet és a Magyar Köztársaság és a Finn Köztársaság közötti, a Harmonizált Rendszer 1–24. fejezetébe tartozó termékekre alkalmazandó elbánásról szóló Jegyzőkönyvet kihirdető 1994. évi VIII. törvényt hatályon kívül helyező törvény hatálybalépéséről
- 179/1994. (XII. 28.) Korm. rendelet 	 az adómentes természetbeni juttatásnak minősülő, fogyasztói árkiegészítést nem tartalmazó közlekedési és postai kedvezményekről
- 180/1994. (XII. 28.) Korm. rendelet 	 a pénzintézetek éves beszámoló készítési és könyvvezetési kötelezettségének sajátosságairól szóló 181/1991. (XII. 30.) Korm. rendelet módosításáról
- 181/1994. (XII. 28.) Korm. rendelet 	 a Magyar Export-Import Bank Részvénytársaság és a Magyar Exporthitel Biztosító Részvénytársaság központi költségvetéssel történő elszámolásának ellenőrzéséről
- 182/1994. (XII. 28.) Korm. rendelet 	 a Magyar Exporthitel Biztosító Részvénytársaság által a központi költségvetés terhére, a Kormány készfizető kezessége mellett vállalt biztosítások feltételeiről
- 183/1994. (XII. 29.) Korm. rendelet 	 a társadalombiztosításról szóló 1975. évi II. törvény végrehajtására kiadott 89/1990. (V. 1.) MT rendelet módosításáról
- 184/1994. (XII. 29.) Korm. rendelet 	 a Társadalombiztosítási Igazolványról
- 185/1994. (XII. 29.) Korm. rendelet 	 az 1995. évi energiaár-emelés részleges lakossági ellentételezéséről
- 186/1994. (XII. 29.) Korm. rendelet 	 az áruk, szolgáltatások és anyagi értéket képviselő jogok kiviteléről, illetve behozataláról szóló 112/1990. (XII. 23.) Korm. rendelet módosításáról
- 187/1994. (XII. 30.) Korm. rendelet 	 az agrárágazat támogatásának egyes kérdéseiről
- 188/1994. (XII. 30.) Korm. rendelet 	 a könyvvizsgálat rendjéről szóló 46/1992. (III. 13.) Korm. rendelet módosításáról
- 189/1994. (XII. 30.) Korm. rendelet 	 a részben vagy teljesen tartósan állami tulajdonban maradó gazdálkodó szervezetekről szóló 126/1992. (VIII. 28.) Korm. rendelet módosításáról
- 190/1994. (XII. 31.) Korm. rendelet 	 egyes társasági adókedvezményekről szóló 90/1994. (VI. 8.) Korm. rendelet hatályon kívül helyezéséről

### Egyéb fontosabb jogszabályok

#### Miniszteri rendeletek

##### Január
- 2/1994. (I. 7.) FM rendelet a száraz, félszáraz, egyéb szárazkolbász és tartósított töltött húskészítmény többletexporttámogatásáról

##### Február
- 6/1994. (II. 11.) FM rendelet az almasűrítmény többletexport-támogatásáról

##### Március
- 9/1994. (III. 10.) FM rendelet vágósertések és vágómarhák vágás utáni minősítéséről
- 11/1994. (III. 22.) FM rendelet az egyes állategészségügyi és élelmiszer-ellenőrzési igazgatási szolgáltatások díjáról
- 7/1994. (III. 22.) KTM-MKM együttes rendelet a Budapest, IX., Vámház krt. 1-3. számú műemléképület védetté nyilvánításáról
- 8/1994. (III. 22.) KTM-MKM együttes rendelet műemlékek védetté nyilvánításáról
- 11/1994. (III. 25.) IKM rendelet az éghető folyadékok és olvadékok tárolótartályairól
- 9/1994. (III. 29.) KTM-MKM együttes rendelet műemlékek védetté nyilvánításáról és műemléki védelem megszüntetéséről

##### Április
- 7/1994. (IV. 26.) MKM rendelet a rendkívüli állapot idején szükséges munkaerő meghagyására
- 14/1994. (IV. 29.) KTM-MKM együttes rendelet műemlékek védetté nyilvánításáról, továbbá műemléki védettség megszüntetéséről

##### Május
- 10/1994. (V. 13.) MKM rendelet a pedagógiai-szakmai szolgáltatásokat ellátó intézményekről és a pedagógiai-szakmai szolgáltatásokban való közreműködés feltételeiről
- 16/1994. (V. 13.) PM rendelet az MNB, a pénzintézetek, a biztosítók és az értékpapír-forgalmazók 1993. évi éves beszámolójának benyújtásáról
- 17/1994. (V. 13.) PM rendelet az 1993. éves beszámoló, egyszerűsített éves beszámoló, egyszerűsített mérleg benyújtásáról
- 17/1994. (V. 25.) KTM-MKM együttes rendelet műemlékek védetté nyilvánításáról és műemléki védettség megszüntetéséről
- 18/1994. (V. 31.) KTM-MKM együttes rendelet műemlékek védetté nyilvánításáról
- 19/1994. (V. 31.) KHVM rendelet a közutak igazgatásáról

##### Június
- 11/1994. (VI. 8.) MKM rendelet a nevelési-oktatási intézmények működéséről
- 20/1994. (VI. 17.) PM rendelet az adószakértői működés engedélyezésének szabályairól
- 14/1994. (VI. 24.) MKM rendelet a képzési kötelezettségről és a pedagógiai szakszolgálatokról
- 4/1994. (VI. 30.) MüM rendelet a közösségi munkavégzés megszervezésével kapcsolatos feladatokról

##### Július
- 16/1994. (VII. 8.) MKM rendelet a szakmai követelmények kiadásáról

##### Augusztus
- 29/1994. (VIII. 26.) KTM-MKM együttes rendelet műemlékek védetté nyilvánításáról

##### Szeptember
- 25/1994. (IX. 2.) PM rendelet a vám- és pénzügyőrség hatósági jogkörrel rendelkező szerveinek székhelyéről és illetékességéről szóló 24/1993. (IX. 23.) PM rendelet módosításáról
- 12/1994. (IX. 8.) IM rendelet a bírósági végrehajtási eljárásban közreműködő jogi képviselő díjazásáról
- 13/1994. (IX. 8.) IM rendelet a bírósági végrehajtási jutalomról és a végrehajtási költségátalányról
- 14/1994. (IX. 8.) IM rendelet a bírósági végrehajtói díjszabásról
- 26/1994. (IX. 13.) PM rendelet a bűncselekmények vám- és pénzügyőrségi nyomozásának részletes szabályairól szóló 37/1991. (XII. 24.) PM rendelet módosításáról
- 27/1994. (IX. 15.) PM rendelet A befektetési alapokhoz kapcsolódó értékpapír-felügyeleti szolgáltatások díjáról

##### Október
- 18/1994. (X. 1.) BM rendelet a különleges eszközök és módszerek engedélyezésével, igénybevételével kapcsolatos szabályokról
- 25/1994. (X. 14.) IKM rendelet a bányaüzem felelős műszaki vezetője és helyettese kijelölésének feltételeiről
- 23/1994. (X. 26.) BM rendelet az eltűnt személyek felkutatásának és a rendkívüli halálesetek kivizsgálásának rendjéről
- 31/1994. (X. 26.) KTM-MKM együttes rendelet műemlékek védetté nyilvánításáról

##### November
- 31/1994. (XI. 10.) IKM rendelet Hegesztési Biztonsági Szabályzat kiadásáról
- 32/1994. (XI. 15.) KTM-MKM együttes rendelet műemlékek védetté nyilvánításáról
- 31/1994. (XI. 18.) PM rendelet az egyes jövedéki termékekre elrendelt zárjegy alkalmazásáról

#### Kormányhatározatok

##### Július
- 1069/1994. (VII. 29.) Korm. határozat a Kormány kabinetjeiről

##### Szeptember
- 1088/1994. (IX. 20.) Korm. határozat a Kormány ügyrendjéről

##### Október
- 1093/1994. (X. 7.) Korm. határozat az európai integrációval összefüggő kormányzati feladatok felelősségi és koordinálási rendjéről